# Emaus naturreservat

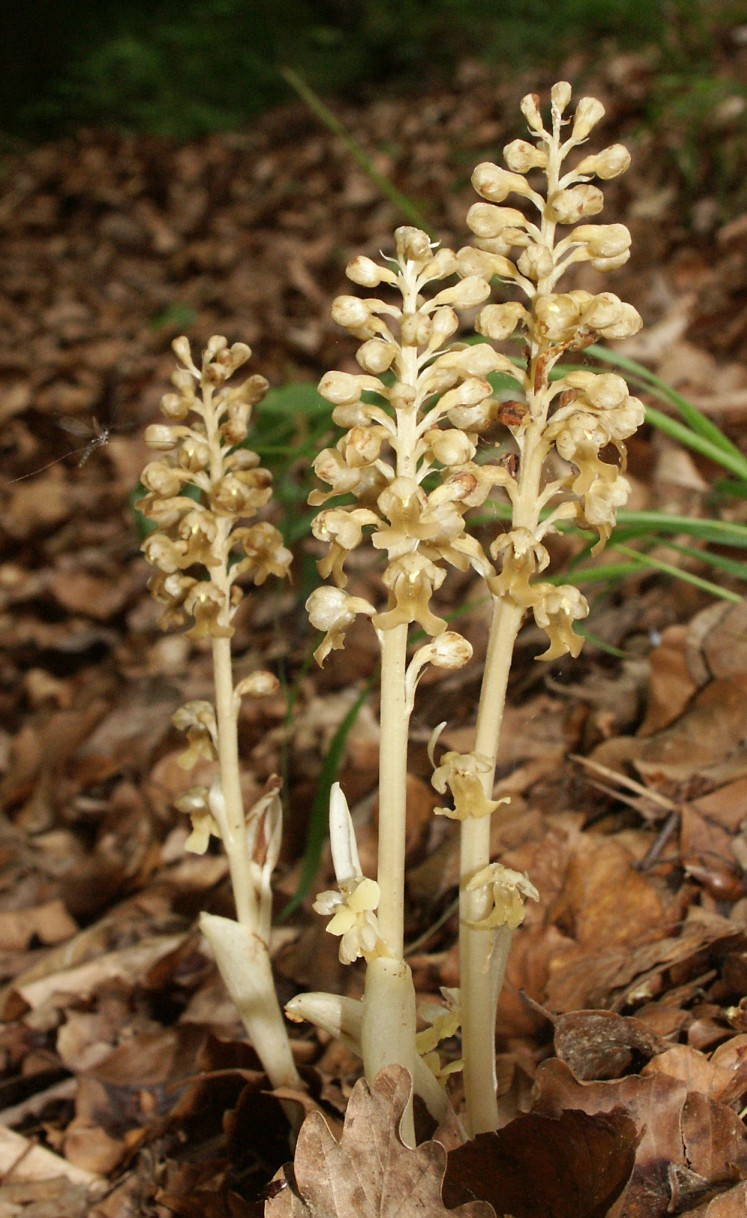
Nästrot

Emaus är ett naturreservat i Uddevalla kommun i Bohuslän. Det är beläget inom den historiska Uddevalla stads område.
Naturreservatet Emaus bildades 1967 och ligger strax söder om Uddevalla stad. Det är 26 hektar stort och består av bergspartier omväxlande med skogspartier, lundar och ängar med ett rikt fågelliv. Det avsattes som naturreservat 1967. 
Inom området förekommer växter som skogsstarr och gräsen lundlosta och strävlosta. Det växer även örterna underviol, nästrot, springkorn och trolldruva.
Emaus hänger samman med det angränsande naturreservatet Korpberget.